# Enoplognatha penelope
Enoplognatha penelope es una especie de araña araneomorfa del género Enoplognatha, familia Theridiidae. Fue descrita científicamente por Hippa & Oksala en 1982.
Habita en Grecia y Bulgaria.